# Acartia mediterranea
Acartia mediterranea is een eenoogkreeftjessoort uit de familie van de Acartiidae. De wetenschappelijke naam van de soort is voor het eerst geldig gepubliceerd in 1909 door Pesta.